# 羅克克里克鎮區 (堪薩斯州考利縣)
羅克克里克鎮區（英語：Rock Creek Township）為美國堪薩斯州考利縣轄下的鎮區。2010年美国人口普查中該鎮區人口有243人。

## 地理
羅克克里克鎮區涵蓋總面積為92.2平方（35.6平方英里），境內沒有已建制定居點。

### 墓園
根據美國地質調查局的資料，此鎮區擁有3座墓園：
- 布魯克希爾墓園（Brookshire Cemetery）
- Stalter墓園
- 威德納墓園（Widener Cemetery）

### 溪流
通過此鎮區的溪流有：
| - 達勒姆溪（Durham Creek） - 八英里溪（Eightmile Creek） - 馬迪溪（Muddy Creek） - 邁爾斯溪（Myers Creek） - Polecat溪 | - 羅克溪（Rock Creek） - 桑福德溪（Sanford Creek） - 斯普林溪（Spring Creek） - Stalter支流 |

### 機場
- 伊頓埃克斯起落跑道（Eaton Acres Landing Strip）

## 人口統計
根據2010年美國人口普查，羅克克里克鎮區人口有243人，住房108戶，人口密度為2.64人/每平方公里。此鎮區居民之種族中，白人佔97.94%，非裔美國人佔0%，美洲原住民佔1.23%，亞裔美國人佔0%，太平洋島裔美國人佔0%，其他種族佔0.82%，混血種族則佔0%。而西班牙裔或拉丁裔美國人佔此鎮區人口的0.82%。

## 外部連結
- City-Data.com （页面存档备份，存于）